# Marco Bandiera
Marco Bandiera (Castelfranco Véneto, Italia, 12 de junio de 1984) es un ciclista italiano que fue profesional entre 2008 y 2016.
En 2008 debutó con el equipo Lampre y corrió con equipos como Katusha o QuickStep. Se retiró al final de la temporada 2016.

## Palmarés
2006 (como amateur)
- Gran Premio Capodarco
- Trofeo Zssdi

2007 (como amateur)
- 2 etapas del Giro del Veneto
- 1 etapa del Giro del Valle de Aosta

2014
- Clasificación de las metas volantes del Giro de Italia

2015
- Clasificación de las metas volantes del Giro de Italia

## Resultados en Grandes Vueltas
| Carrera | Carrera         | 2008 | 2009  | 2010 | 2011 | 2012  | 2013 | 2014  | 2015  | 2016 |
| ------- | --------------- | ---- | ----- | ---- | ---- | ----- | ---- | ----- | ----- | ---- |
|         | Giro de Italia  | —    | —     | —    | —    | 140.º | —    | 142.º | 155.º | —    |
|         | Tour de Francia | —    | 145.º | —    | —    | —     | —    | —     | —     | —    |
|         | Vuelta a España | —    | —     | —    | —    | —     | —    | —     | —     | —    |

―: no participa

Ab.: Abandona

## Equipos
- Lampre (2008-2009)
  - Lampre (2008)
  - Lampre-NGC (2009)
- Katusha Team (2010)
- QuickStep (2011-2012)
  - QuickStep Cycling Team (2011)
  - Omega Pharma-QuickStep (2012)
- IAM Cycling (2013)
- Androni Giocattoli (2014-2016)
  - Androni Giocattoli-Venezuela (2014)
  - Androni Giocattoli-Sidermec (2015-2016)